# Divisão N.º 14 (Alberta)
A Divisão N.º 14 é uma das dezenove divisões do censo da província canadense de Alberta, conforme definido pela Statistics Canada. A maior parte da divisão está localizada no oeste da Região Central de Alberta e a outra parte na Região das Montanhas Rochosas, e sua maior comunidade é o município de Hinton.